# اندلس (اسلامی)
اندلس (عربی: الأندلس) نامی است که به بخش‌هایی از شبه جزیره ایبری و سپتیمانیا که توسط مسلمانان عرب و اهل شمال آفریقا در زمان‌های متعددی در دورهٔ زمانی بین ۷۱۱ و ۱۴۹۲ میلادی داده شده است.
اندلس پس از فتح شدن، به پنج ناحیه حکومتی متناظر با اندلوسیا، گالیسیا و پرتغال، کاستیا و لئون، آراگون و کاتالونیا و سپتیمانیا تقسیم شده بود. اندلس به عنوان یک حوزه یا حوزه‌های حکومتی، با موفقیت استانی از خلافت اموی را که توسط خلیفه ولید یکم آغاز شده بود، تشکیل داد. پایان حکومت مسلمانان بر اندلس همراه با تشکیل دادگاه‌های تفتیش عقاید به منظور مسیحی کردن مسلمانان و اخراج مسلمانان اندلس به شمال آفریقا بود که با مقاومت ناکام مسلمانان همراه بود.

## اقتصاد
تمدن اسلامی در شبه جزیره ایبری دگرگونی‌های اقتصادی مهمی را به وجود آورد، زیرا اقتصاد از کشاورزی عمدتاً به شهری تبدیل شد. و تنوع فعالیت اقتصادی در اندلس بین کشاورزی، صنعت و معدن. بازار یکی از مهم‌ترین مکان‌های شهر اسلامی است که در آن محصولات مختلف خرید و فروش می‌شود، بازارها در دوران اسلامی شاهد تولد آنها در شبه جزیره بوده است. مصنوعات فلزی و صنایع دستی مانند آنهایی که از ابریشم، پنبه و پشم ساخته می‌شد بسیار رواج داشت. آنها محصولات معادن، کارخانه‌های اسلحه سازی، کارخانه‌های نساجی، چرم و شکر را صادر می‌کردند و در کشاورزی سرآمد بودند. برخی از مصنوعات خوب تولید شده در اندلس به اروپای مسیحی و مغرب صادر شد. کارگاه‌ها و مغازه‌هایی که این محصولات در آنها تولید می‌شد متعلق به دولت بود. مالاگا یکی از قطب‌های مهم صنعت سفال در جهان بود که در آن پانل‌ها و گلدان‌های تزئینی بافته می‌شد که در کشورهای حوزه مدیترانه شهرت زیادی به دست آورد.
کشاورزی
مسلمانان از روش‌های نوین مهندسی کشاورزی استفاده می‌کردند، علاوه بر روش‌های عملی آبیاری با استفاده خوب از کودها برای افزایش بهره‌وری زمین استفاده می‌کردند و انواع میوه‌ها و گل‌های جدیدی مانند نیشکر تولید می‌کردند. برنج، پنبه و موز، و تقویم کشاورزی خاصی به نام تقویم قرطبی را ایجاد کردند که در پیوند گیاهان سرآمد بودند. و از آنجایی که دانشمندان کشاورزی از این روند حمایت کرده بودند، باغ‌هایی ایجاد شد که به عنوان زمینه آزمایشی آنها عمل کرد و در آنجا از آخرین ادبیات در علوم کشاورزی استفاده کردند. به برکت آنچه برای کشاورزی فراهم کردند، توسعه یافت و به اوج خود رسید و اروپا پایه‌های علمی کشاورزی را که مسلمانان به آن دست یافتند، اتخاذ کرد.
گندم و جو در مناطق خشک اندلس کشت می‌شد و غلات و حبوبات که خوراک اصلی مردم بود نیز کشت می‌شد. غلات از شمال آفریقا در مناطق کم تولید وارد می‌شد. کشاورزی با رونق رشد کرد و در این دوره کشت برنج مانند بادمجان، کنگر فرنگی، نیشکر، زیتون و کتان به شبه جزیره معرفی شد. برخی از مناطق به دلیل کشت انواع خاصی از میوه‌ها معروف بودند، به عنوان مثال، شهر سینترا، واقع در پرتغال کنونی، به دلیل گلابی و سیب خود مشهور بود. منطقه غربی پرتغال هنوز هم امروزه از نظر تولید متمایز انجیر و انگور. تولید عسل و شراب نیز پدیدار شد، اگرچه استفاده از آن در اسلام ممنوع بود، اما تا زمان ظهور کرم ابریشم به مقدار زیاد تولید و مصرف می‌شد. مزارع ویژه ای برای کشت کرم ابریشم وجود داشت، کانال‌های آبیاری و روش‌های برداشت آب سازماندهی شد و برای هر فصل تقویمی برای کشت تهیه می‌شد که از آن کشاورزی به اروپا نقل مکان کرد
دامداری
دامداری در بعد اقتصادی نقش کمتری داشت، زیرا بیشترین اهمیت خود را در غذا و حمل و نقل نشان می‌داد، در حالی که نقش کمتری در کارهای کشاورزی داشت. دامداری به ویژه گاو و بز رایج بود. همان‌طور که خرگوش‌ها و مرغ‌ها منبع غذا هستند. مسلمانان سیستم‌های هیدرولیک توسعه یافته توسط رومیان را با سیستم‌های توسعه یافته توسط ویزیگوت‌ها ترکیب کردند و آنها را به شیوه ای متناسب با روش‌های کشاورزی که از شرق آورده بودند، مانند گاوآهن، چرخ آبی، شادوف توسعه دادند. و در کنار رودها آسیاب آبی ساختند و باد در کنترل این امر به آنها کمک کرد و جوی‌ها را وارد وارد کردند تا آب چاه‌ها را بالا بیاورند و اروپا این فن را اتخاذ کرد.
معدن
استخراج معادن به اندازه کافی فنی نبود، زیرا اکتشاف ذخایر معدنی در شبه جزیره ایبری در طول این دوره ادامه داشت، همان‌طور که رومی‌ها قبلاً انجام می‌دادند. استخراج معادن در مقایسه با دوره گوتیک بسیار فعال بود و تجارت آهن و مس، جیوه پدیدار شد. طلا از برخی رودخانه‌ها استخراج می‌شد. نقره از مورسیا و کوردوبا استخراج می‌شد.
صنعت و تجارت
از زمان فتح اندلس تا سقوط گرانادا، با وجود برخی آشفتگی‌هایی که هر از گاهی به آن وارد می‌شد، اندلس همیشه در رونق صنعتی و تجاری بود. شکل آنها در قرن نهم و دهم میلادی بسیار توسعه یافت و در شرق اسلامی و غرب مسیحی شهرت فراوان یافت و تعدادی از شهرهای آنها به صنایع مختلف شهرت داشتند، مانند مالاگا، آلمریا. و گرانادا این پیشرفت پیشرفتی تلقی می‌شود که کشور قبل از فتح اسلامی اندلس شاهد آن نبوده است. این فعالیت در ساخت چرم، چوب، سلاح و ضرب سکه پدیدار شد و تولید شراب و شکر و روغن و زیتون و صابون و دارو و صنایع فلزی مانند طلا و نقره و آهن و سرب و شیشه و جیوه و مرمر و سرمه و گوگرد سرخ این صنایع از چرم، سفال، شیشه، آلات موسیقی، فلزکاری، قالی، کاغذ، کتان، ابریشم و مواد رنگرزی مانند زعفران صادر می‌شد. مردم اندلس برای آسان کردن علم و گسترش کتاب و دانش کاغذ می‌ساختند و ابزاری شد که به جای چرم در نوشتن استفاده می‌شد. برخی از شهرها مانند گرانادا، والنسیا، تولدو و شاتیوا به دلیل صنعت کاغذ شهرت داشتند. آنها کتابی در مورد آشپزی اندلس نوشتند تا به مردم بیاموزند چگونه از ادویه‌های صادر شده به آنها استفاده کنند.
دلایل توسعه صنعت و تجارت ناشی از تشویق و حمایت دولت از فعالیت‌های صنعتی است که منجر به پیشرفت در صنایع مختلف به ویژه تسلیحات و کشتی‌ها و همچنین پیشرفت نساجی، سرامیک، عاج، چرم و غیره شد. صنایعی که در زندگی اقتصادی، اجتماعی و فرهنگی نقش دارند. قانونی شدن تجارتانتصاب ناظران برای نظارت بر حرکت تجاری در بازارها، قدرت ناوگان که منجر به ایمن‌سازی سواحل شد، معافیت از عوارض یا عوارضی که در ایام فرقه وضع می‌شد. و عدم دخالت دولت در امور بازرگانی به استثنای مواردی که مستلزم اخذ مجوز خاص باشد مانند ساختن حمام، ساخت سلاح، ضرب سکه و حجامت. جبران زیان‌های تجاری و تأمین نقدینگی وام بهترین نمونه آن طایفه قرطبه بود که به بازرگانان سرمایه قرض می‌دادند و سود را حفظ می‌کردند در حالی که سرمایه به دولت بازمی‌گشت و پیدایش بازارهایی برای کالاهایی مانند بازار مس بازار گل و روغن و بازار زیتون.
مهاجرت نیروی کار از شهرهایی که اسپانیایی‌ها ساکنان آن را همراه با جوامع دیگر به امیرنشین غرناطه آواره کردند، نقش مهمی در حفظ میراث آن و صنایع سنتی اندلس در آنجا داشت. صنایع نساجی، سفالگری، سنگ مرمر، فلز، شیشه، کشتی و اسلحه سازی متفاوت بود. این پادشاهی مملو از نجار، مهندس، خیاط، گیاه‌فروش و آهنگر شد. این هنرمندان در صنایع دستی خود همکاری کردند و توانستند هنر گرانادا را به بهترین شکل برجسته کنند. پارچه‌های گرانادا به دلیل فراوانی درختان توت در سیرانودا و پنبه، کتان، ابریشم و پشم در گرانادا ظاهر شد و به پادشاهان اروپا فروخته شد. کشت درخت توت باعث شد تا تولید ابریشم طبیعی صادر شود و بدین ترتیب اندلس بزرگ‌ترین صادرکننده ابریشم طبیعی شد. مسلمانان توانستند پارچه‌ها را با رنگ‌ها رنگ آمیزی کنند. بر همین اساس در صنعت فرش و نساجی پیشرفت کرده‌اند تا به یکی از مهم‌ترین صنایع تبدیل شوند. این صنعت برای ساکنان منطقه اهمیت زیادی داشت.
از جمله برجسته‌ترین نمونه‌های تجارت در اندلس بازرگانان از خارج از اندلس می‌آمدند، در سال ۹۶۵ میلادی، موزائیک سازانی از روم برای خاتم کاری مسجد بزرگ آمدند. از طریق ادغام بازرگانان مسلمان، یهودی و مسیحی، بازارهای اندلس با چندین دسته و زبان‌های مختلف آمیخته شد.
اندلسی‌ها نظارت و گسترش بازارها، تنظیم حرفه‌ها در آنها، اطمینان از تخصص متخصصان و بازرگانان، کنترل تجارت، کیفیت کالاها، متعادل کردن ترازوها و کنترل خوراک برای حفظ سلامت مردم را بر عهده داشتند. فرایند نظارت بر سازندگان و صنعتگران با تعیین شخصی به نام سرجوخه انجام می‌شد که مسئول یک فرقه پیشه‌وری خاص بود و در صورت لزوم در محتسب کالا از آن دفاع می‌کرد و نظر وی در نزد قاضی یا محتسب قاطع بود. و متولی از صاحبان صنایع دستی مزد می‌گرفت. از جمله مشاغل عمده ایالت، حسبا، صاحب بازار و مالک پلیس بود. اندلسیان کتابهای زیادی در مورد این کارکردها نوشتند.

## علوم
نهضت علمی در اندلس در ابتدا متکی به علوم یونانیان و تلاش علمای دارالحکمه بغداد بود. و این امر دیری نپایید و اندلس دوام نیاورد تا اینکه در دوران عبدالرحمان النصیر بسیاری از علما و فلاسفه و مورخان ظهور کردند، مانند ابن عربی، ابن رشد، ابن زهر، ابن طفیل. ابن باجه، عباس بن فرناس و ابن خلدون. فرمانروایان اندلس با هدف مراقبت از علم و دانش تعلیم و تربیت مردم و تلاش برای رفتن اندلس در جایگاه بزرگی در جهان خانه‌هایی برای کتاب ساختند، در هر ناحیه مدرسه و کتابخانه تأسیس کردند، کتاب‌های مختلف را ترجمه کردند و ریاضیات آموختند.و مدارس مقوله ای برای آموزش زبان عربی ادبیات آن و اصول دین اسلام به مشابه نظام طبقه‌بندی در مشرق عربی تأسیس کردندابن خلدون به برنامه‌های درسی مدارس اشاره کرده و می‌گوید:«در مورد مردم اندلس، آموزه آنها تعلیم قرآن و کتابت است و آن را در تعلیم و تربیت یک اصل قرار داده‌اند، لذا تنها به آن اکتفا نمی‌کنند، بلکه در تربیت فرزندان به شعر می‌آمیزند. نقل کند و آنها را با قوانین عربی بپذیرد و به خاطر بسپارد و خوشنویسی و کتابت را آزمایش کند… تا آن که پسر از سن بلوغ به جوانی بیرون آید و در عربی و شعر قدری سخت شود و آنها را دید، در خط و کتاب برجسته شد و به دم علم بر جمله چسبید.»نقش آنها محدود به فراگیری علوم عملی نبود، بلکه در علوم دیگری مانند فیزیک، داروسازی و کشاورزی تحصیل کردندخلفای اموی علاقه‌مند به تأسیس کتابخانه بودند. به طوری که کتاب‌های زیادی از کتب مشرق عربی منتقل شد و جهانگردان اندلسی در این امر شرکت کردند و علما و دانشجویان مسلمان کتاب‌ها را انتقال دادند و ترجمه آنها را در انواع مختلف پذیرفتند.
اندلسیان کتاب‌هایی در زمینه علوم قرآنی، حدیث، فقه، زبان عربی، ادبیات، علوم، لغت نامه، ترجمه، تاریخ و جغرافیا نوشتند.
فسلفه
ظهور فلسفه در اندلس با علوم کاربردی مانند پزشکی و نجوم همراه بود و اولین فیلسوفان اندلسی پزشکان یا اخترشناسان بودند، سپس طب و طالع بینی برای مدتی چند سال شروع به تبلور در فلسفه کردند. وجود کتاب‌های فلسفه یونانی تأثیر بسزایی در تبلور اندیشه فلسفی داشت. فلسفه اندلس مراحل متعددی را طی کرده و تکامل یافته و متأثر شده است که در آن چند ایده با کاربرد شناور شروع می‌شود، سپس علاقه با منطق و مطالعه آغاز می‌شود تا صرفاً به فلسفه ابن باجه برسد. و ظهور فلسفه به‌طور مستقل در اوایل قرن دهم به دست محمد بن عبدالله بن مصره آغاز شد. پیشگام فلسفه اسلامی در اندلس و نخستین بنیانگذار اندیشه اندلسی به‌شمار می‌رود که بر ترکیب اصول معتزلی مربوط به وحدت الهی، عدل الهی و تقدیرگرایی با نظریات و کاربردهای عرفانی متمرکز بود. او با تعریف آموزه احساسی افلاطونی برای اسپانیایی‌های اندلسی شناخته می‌شود که به‌طور چشمگیری بر تفکر ابن گبیرول و ابن عربی تأثیر گذاشت.
مسلمانان تا پس از نهضت ترجمه از فلسفه یونان، علم فلسفه را نمی‌شناختند و آن را به غرب منتقل کردند و آنچه را که شرح و تلخیص بر آن افزودند، با ابداعات فلسفی که مشخصه آن اصالت بود. از این رو علمای مسلمان در موضع خود در این باره اختلاف نظر داشتند. برخی از آنان موضع ردّ و مخالفت گرفتند و آن را دریچه ای برای ضلالت و فساد می‌دانستند و و برخی از آنان بر اساس نقد و بررسی موضع میانه گرفتند و آنچه را که حق می‌بینند از آنان می‌گیرند و آنچه را باطل می‌دانند رد می‌کنند و این موضع باعث کنارگیری بسیاری از اشاعره مانند غزالی است. که در آنها سه قسمت را تشخیص داده است: قسمتی که باید کفاره شود، قسمتی که باید بدعت شود و قسمتی که نیست باید انکار شود.
شیمی و کیمیا
شیمی دانان و کیمیاگران مسلمان اولین کسانی بودند که از روش علمی که در شیمی مدرن استفاده می‌شود، استفاده کردند. در حالی که کیمیاگران مسلمان در مورد تغییر شکل فلزات، سنگ و شکل‌گیری حیات مصنوعی زندگی در آزمایشگاه مانند مورد کیمیاگری در اروپای قرون وسطی، نظریه‌پردازی کردند، این نظریه‌های کیمیاگری توسط کیمیاگران مسلمان عملی در قرن نوزدهم رد شد. قرن نهم فراتر. اروپایی‌ها به وضوح تلاش‌های علمی اندلسی‌ها در علم شیمی را لمس کردند دانش و حقایق، آزمایش‌ها و نظریه‌های علمی فراوانی به آنها رسید، بنابراین شروع به مطالعه و ترجمه آنها به زبان‌های خود کردند. هم‌اکنون واژه‌های عربی در زبان‌های اروپایی در زمینه شیمی به کار می‌رود.